# كريستوف ديسغاردين
كريستوف ديسغاردين (بالفرنسية: Christophe Desjardins)‏ هو أستاذ جامعي وموسيقي فرنسي، ولد في 1962 في كاين في فرنسا.

## وصلات خارجية
- الموقع الرسمي
- كريستوف ديسغاردين على موقع ميوزك برينز (الإنجليزية)
- كريستوف ديسغاردين على موقع أول ميوزيك (الإنجليزية)
- كريستوف ديسغاردين على موقع ديسكوغز (الإنجليزية)